# 天主教苏圣玛丽教区

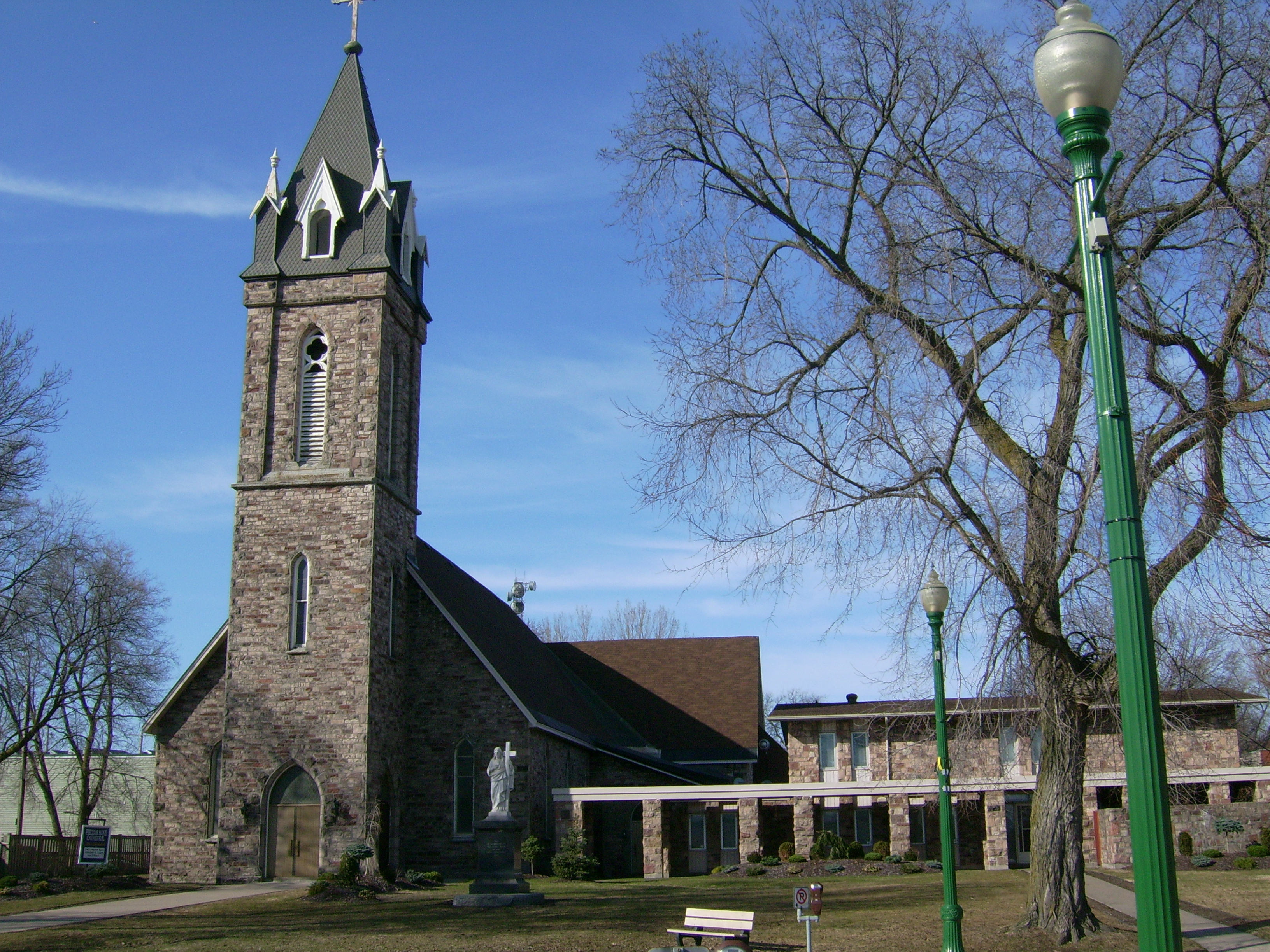
圣玛丽教区大教堂

天主教蘇聖瑪麗教區（拉丁語：Diocesi Sanctae Mariae Ormensis）是加拿大一個羅馬天主教教區，屬金斯頓總教區。1904年9月16日升為教區。
教區範圍包括安大略蘇必略湖和休倫湖之間。2010年有教友230,000人、114個堂區、九十八名司鐸。現任教區主教為若望-路易·普魯夫。